# 哈里森·吉爾伯特森
哈里森·吉尔伯特森（Harrison Gilbertson，1993年6月29日—）是一位澳大利亚演员。

## 早期生活
吉爾伯特森生於南澳大利亞的阿德莱德。 

## 职业
吉爾伯特森六歲時開始演戲，他曾在《蝴蝶夫人》中飾演Sorrow這個角色。2002年，他首次在螢幕上亮相，當時他飾演澳大利亞電影《澳洲規則》中的Greggy一角。2009年，他在《事故發生》中飾演比利·康威 (Billy Conway) 一角。